# Meadow Soprano
 (février 2024).
Si vous disposez d'ouvrages ou d'articles de référence ou si vous connaissez des sites web de qualité traitant du thème abordé ici, merci de compléter l'article en donnant les références utiles à sa vérifiabilité et en les liant à la section « Notes et références ».
Pour les articles homonymes, voir Meadow.
Meadow Mariangela Soprano, interprétée par Jamie-Lynn Sigler, est un personnage fictif de la série télévisée d'HBO Les Soprano. 
Elle est la fille de Carmela et de Tony Soprano.

## Biographie

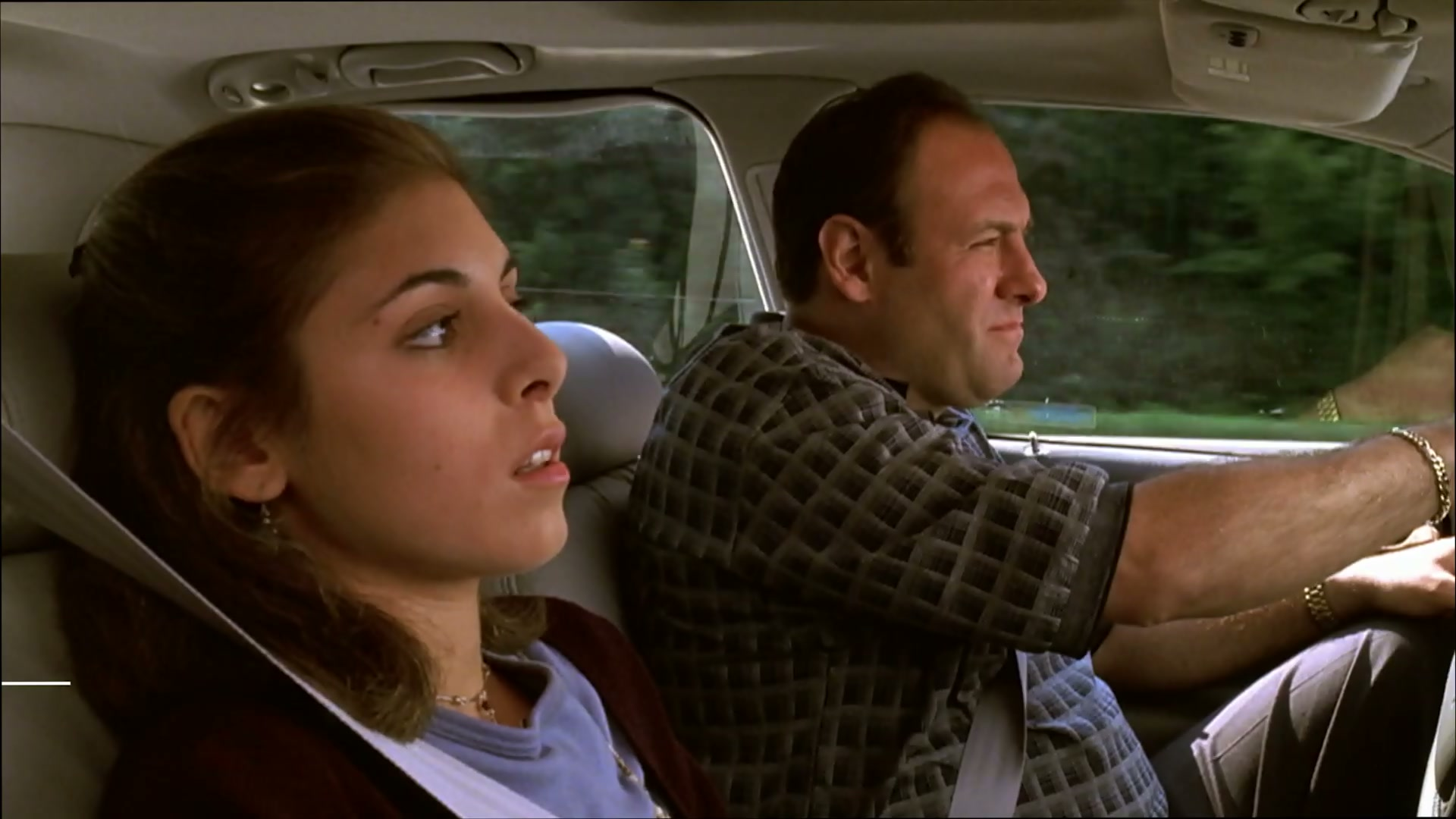
Meadow et son père, Tony.

Élève douée, elle est reçue à l'université Columbia à New York. Elle est à plusieurs reprises embarrassée par le caractère profondément réactionnaire de son père, mais elle ne renie en aucun cas sa famille, elle la défend même aux yeux de son petit ami (saison 6). 
Elle sort un temps avec Jackie Aprile, Jr., un apprenti mafioso. Dans les dernières saisons, elle est aux bras d'un apprenti dentiste qu'elle a rencontré à la fac, et qui a été témoin malgré lui du comportement homosexuel d'un capitaine de Tony, ce qui lui attirera des problèmes.